# Stemmops mellus
Stemmops mellus är en spindelart som beskrevs av Claude Lévi 1964. Stemmops mellus ingår i släktet Stemmops och familjen klotspindlar.
Artens utbredningsområde är Panama. Inga underarter finns listade i Catalogue of Life.